# Nymphoides grayana
Nymphoides grayana là một loài thực vật có hoa trong họ Menyanthaceae. Loài này được (Griseb.) Kuntze mô tả khoa học đầu tiên năm 1891.